# Robert M. Charlton

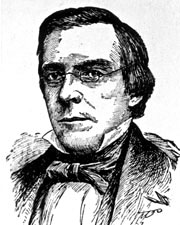
Robert M. Charlton

Robert Milledge Charlton (* 19. Januar 1807 in Savannah, Georgia; † 18. Januar 1854 ebenda) war ein US-amerikanischer Politiker der Demokratischen Partei, der den Bundesstaat Georgia im US-Senat vertrat.
Nach Abschluss seiner juristischen Ausbildung wurde Robert Charlton in die Anwaltskammer aufgenommen und begann in seiner Heimatstadt Savannah zu praktizieren. Sein erstes politisches Mandat hatte er 1828 als Abgeordneter im Repräsentantenhaus von Georgia inne. 1832 wurde er zum Richter am Kammergericht (Superior Court) für den östlichen Gerichtskreis von Georgia gewählt; ferner fungierte er für einige Zeit als Bundesstaatsanwalt in diesem Gebiet.
Von 1839 bis 1841 übte Charlton das Amt des Bürgermeisters von Savannah aus. Damit trat er in die Fußstapfen seines Vaters Thomas Charlton, der diesen Posten in den Jahren 1815 und 1819 bekleidet hatte. Schließlich wurde er zum Nachfolger des zurückgetretenen US-Senators John MacPherson Berrien ernannt, dessen Mandat er am 31. Mai 1852 übernahm. Charlton verblieb bis zum Ende der Legislaturperiode am 3. März 1853 im Kongress. Er kehrte nach Savannah zurück, wo er im folgenden Jahr kurz vor seinem 47. Geburtstag starb.
Das Charlton County in Georgia ist nach Robert Charlton benannt.